# Ėlina Bystrickaja

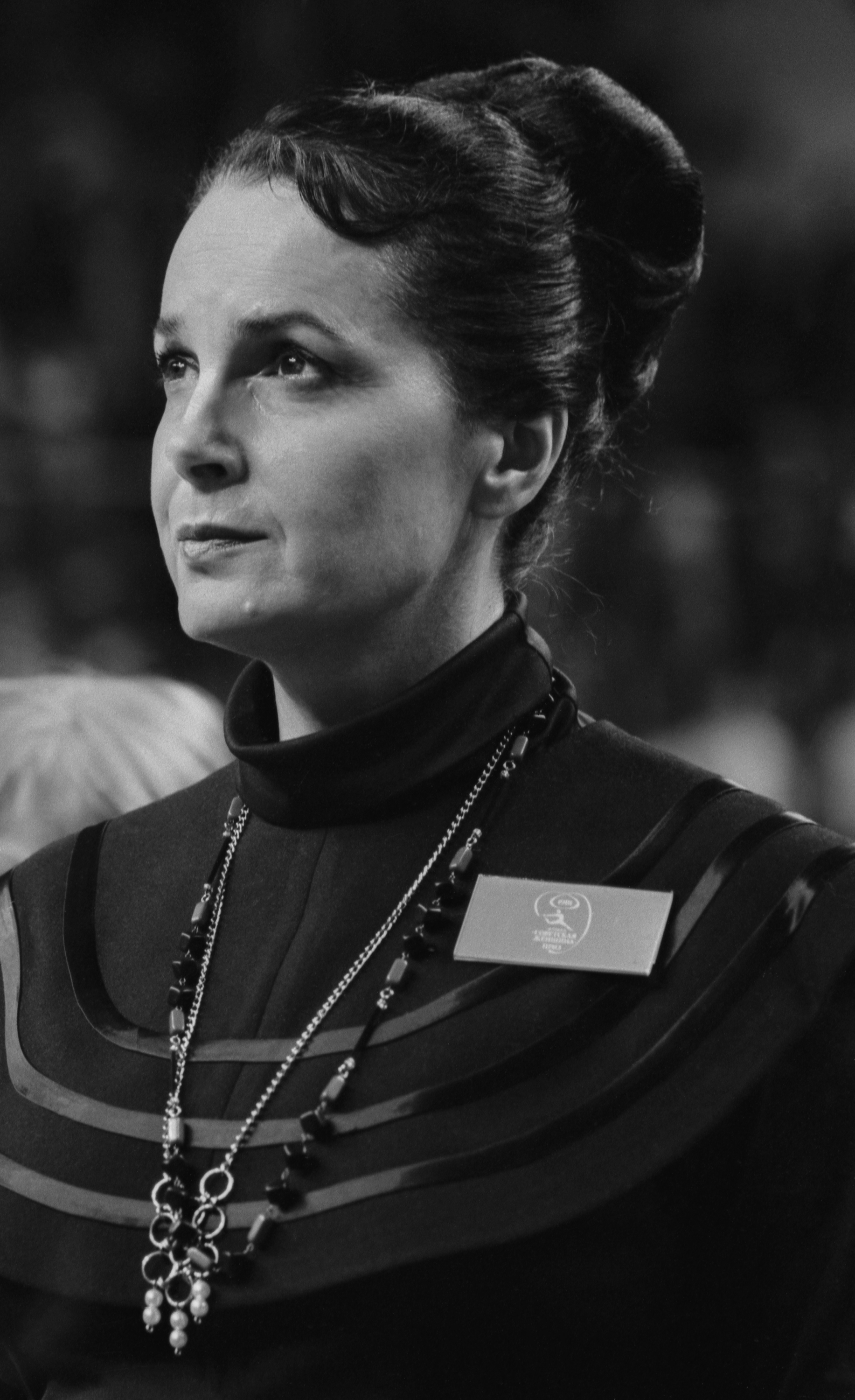
Ėlina Bystrickaja nel 1981

Ėlina Avraamovna Bystrickaja (in russo Элина Авраамовна Быстрицкая?; in ucraino Еліна Авраамівна Бистрицька?, Elina Avraamivna Bystryc'ka); Kiev, 4 aprile 1928 – Mosca, 26 aprile 2019) è stata un'attrice sovietica ed in seguito russa.

## Biografia

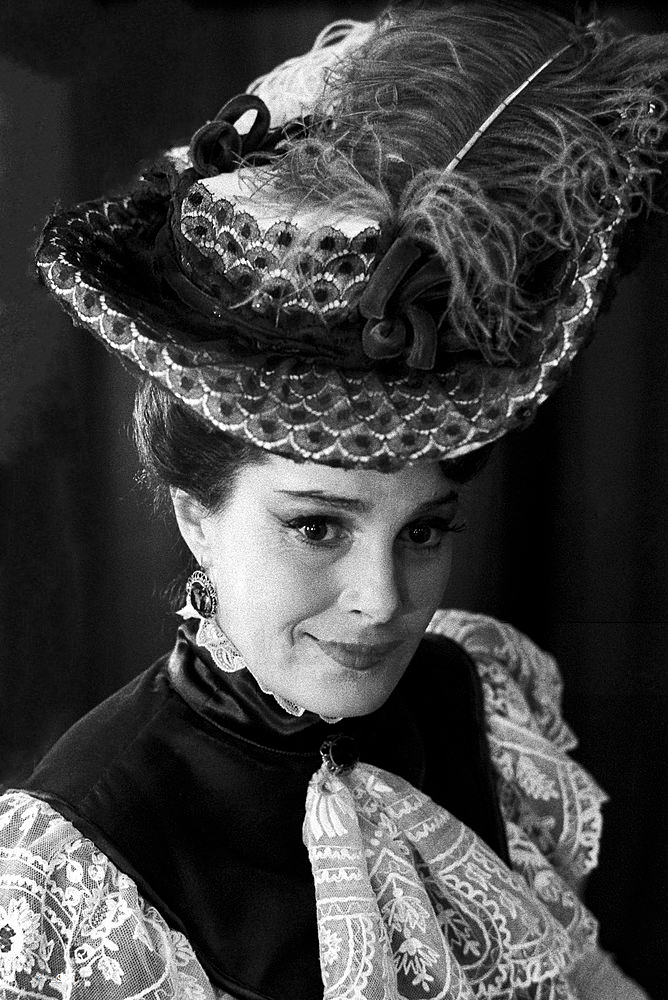
Bystrickaja nel 1964

Bystrickaja nacque a Kiev, in Ucraina, il 4 aprile 1928, in una famiglia ebrea. Suo padre Abraham Bystrickaja era un medico militare mentre sua madre Esfir lavorava in una scuola. Decisero di chiamare la figlia Elina dal nome dell'eroina dell'opera teatrale Sulla soglia del regno dello scrittore norvegese Knut Hamsun. Entrambi i genitori sono sepolti nel cimitero ebraico di Vilnius.
Fin da giovane desiderò diventare una attrice, ma la sua famiglia sperava invece per lei una carriera nel campo della medicina. Durante la seconda guerra mondiale fu evacuata con la famiglia ad Astrachan' e lì frequentò un corso per infermiere, al termine del quale lavorò con i genitori in un ospedale mobile al fronte. Per il suo servizio dopo la guerra ricevette la medaglia per la vittoria sulla Germania nella grande guerra patriottica 1941-1945.
Nel 1944 si iscrisse alla facoltà di medicina di Nižyn in Ucraina, dove si laureò con lode nel 1947 iniziando a lavorare come ostetrica e ginecologa. Durante gli anni di studio iniziò anche a partecipare ad alcuni spettacoli teatrali amatoriali. Spinta dai genitori, si iscrisse all'Istituto Pedagogico della Facoltà di Filologia, ma dopo poco più di un anno lasciò gli studi di medicina e si trasferì a Kiev per studiare recitazione. Nel 1951 fu ammessa alla National I. K. Karpenko-Kary Theatre, Cinema and Television University di Kiev.
Dopo il diploma alla scuola teatrale nel 1953, iniziò a lavorare presso il Teatro drammatico nazionale lituano a Vilnius, debuttando con i ruoli di Tanja e di Olga nelle opere Tanja e Anni di vagabondaggio del drammaturgo russo Aleksei Nikolaevič Arbuzov. 
Nel 1958 si trasferì al Teatro Malyj di Mosca, debuttando con il ruolo di Lady Windermere nella commedia Il ventaglio di Lady Windermere di Oscar Wilde. Diventò presto una delle attrici principali del teatro, e vi lavorò per più di cinquanta anni. Anche dopo il successo cinematografico il teatro resterà sempre infatti la sua grande passione.
Nel 1958 si sposò con Nikolai Kuzminsky, un impiegato del Ministero del commercio estero, dal quale divorziò nel 1985 senza avere figli. Tra il 1975 e il 1992 è stata presidentessa delle Federazione di ginnastica ritmica dell'URSS. Durante la sua carriera decennale ha ricevuto moltissimi riconoscimenti, tra cui quelli di Artista del popolo dell'Unione Sovietica e di Artista del popolo di Georgia, Azerbaigian e Kazakistan e l'Ordine al merito per la Patria. L'asteroide 6180 Bystritskaya, scoperto nel 1986, è stato chiamato così in suo onore.
Nel 2014, insieme ad altri ucraini residenti in Russia, firmò un appello al presidente ucraino Viktor Janukovyč invitandolo ad arrestare i partecipanti alle proteste di Euromaidan. Per questo motivo venne inserita nell'elenco delle persone che rappresentano una minaccia per la sicurezza nazionale dell'Ucraina.
Morì il 26 aprile 2019 all'età di 91 anni dopo una lunga malattia e venne sepolta al cimitero di Novodevičij di Mosca.

## Carriera cinematografica

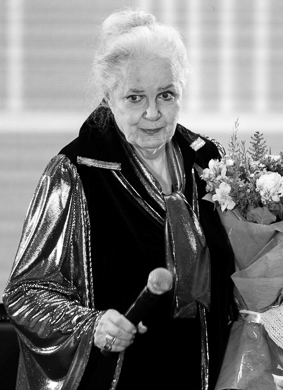
Bystrickaja nel 2015

Bystrickaja iniziò a recitare sullo schermo durante gli anni in cui studiava ancora medicina, con piccoli ruoli nei film V mirnye dni (in russo В мирные дни?) e Taras Ševčenko (biopic sullo scrittore e pittore ucraino Taras Hryhorovyč Ševčenko).
Nel 1955, durante una tournée con il teatro di Vilnius, ricevette contemporaneamente due offerte per ruoli cinematografici: uno ispirato a La dodicesima notte di Shakespeare e il ruolo della dottoressa Elizaveta Maksimovna nel film Neokončennaja povest', intitolato in italiano anche come Quando l'amore è fiamma, diretto da Fridrich Markovič Ėrmler. Bystrickaja scelse la seconda offerta, sia per la possibilità di lavorare con Ėrmler e il suo cast di grandi attori, sia perché le piaceva l'idea di interpretare una dottoressa vista la sua precedente esperienza in campo medico. Il film venne visto da circa trenta milioni di spettatori, e in un sondaggio sul quotidiano Soviet Culture Bystrickaja venne giudicata come la migliore attrice dell'anno.
Nel 1957 venne scelta personalmente dallo scrittore Michail Aleksandrovič Šolochov per interpretare il ruolo di Aksin’ja nell'adattamento cinematografico del suo romanzo Il placido Don. Il film, diretto da Sergej Apollinarievič Gerasimov fu un successo e ottenne numerosi riconoscimenti sia in Unione Sovietica che all'estero, come il Globo di Cristallo al Festival internazionale del cinema di Karlovy Vary, consolidando la fama di Bystrickaja come attrice.
Negli anni successivi recitò in alcuni altri film, come Dobrovol'cy di Jurij Pavlovič Egorov e Vsё ostaёtsja ljudjam di Georgij Grigor'evič Natanson. Nella seconda metà degli anni '60 decise di prendersi una pausa dal cinema per concentrarsi sul teatro. Riprese alcuni ruoli sporadici in film a partire dagli anni '90.

## Filmografia parziale
- V mirnye dni (1950)
- Taras Ševčenko (1951)
- Neokončennaja povest' (1955)
- Il placido Don (1957 e 1958)
- Dobrovol'cy (1958)
- Russkij suvenir (1960)
- Vsё ostaёtsja ljudjam (1963)
- Nikolaj Bauman (1967)